# Bori (Bhima)

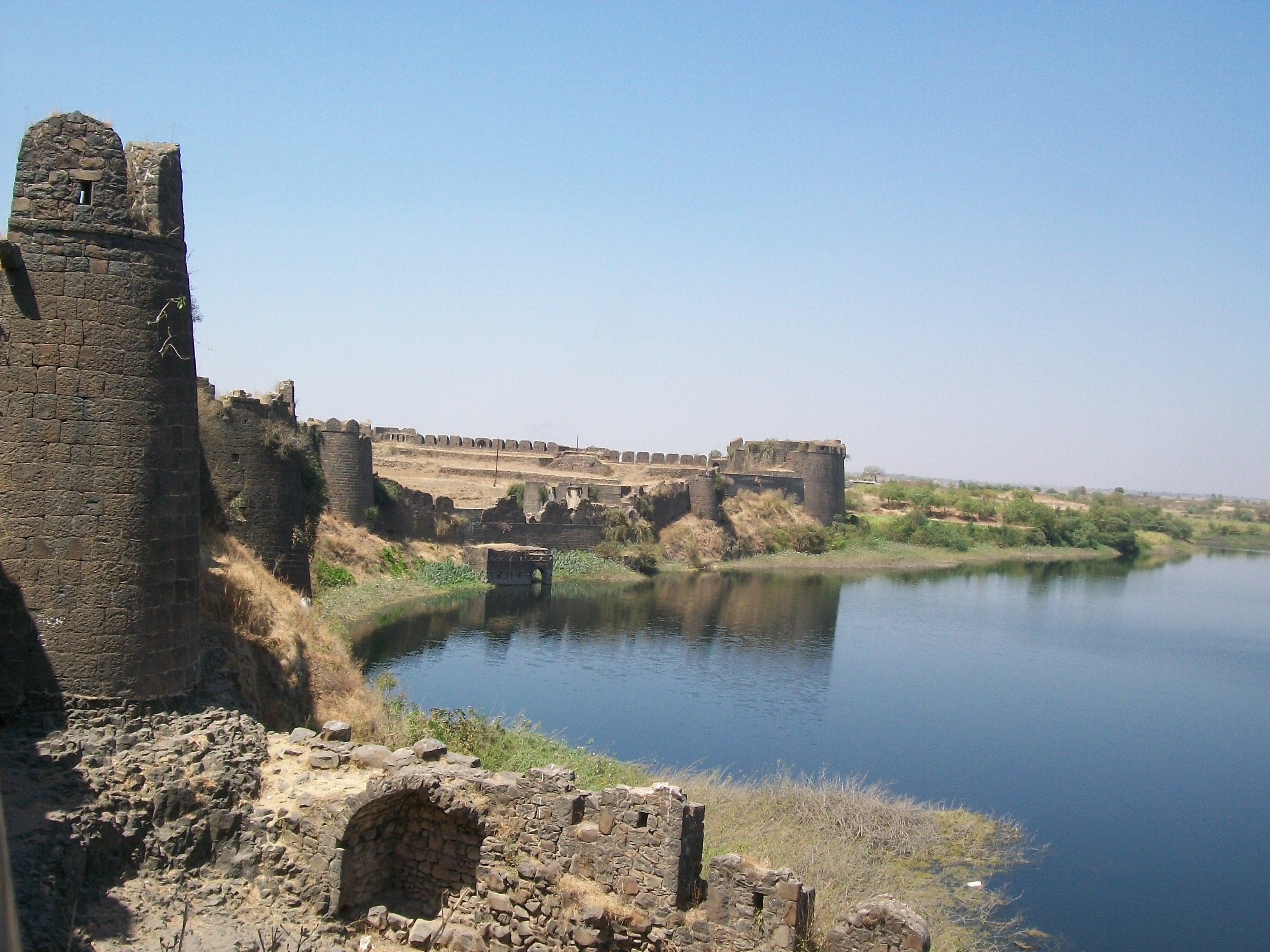
Naldurg-Fort

Der ca. 140 km lange Bori (auch Arwaja) ist ein zeit- und abschnittsweise trockenfallender nördlicher Nebenfluss des Bhima in Zentral-Indien.

## Verlauf
Der Bori River entspringt ca. 4 km nördlich von Tuljapur im Bundesstaat Maharashtra. Auf seinem Weg Richtung Süden durchquert der Fluss meist landwirtschaftlich genutzte Flächen und wird besonders im oberen Verlauf mehrfach aufgestaut (Bori Dam, Kurnur Dam). Westlich von Afzalpur im Bundesstaat Karnataka mündet er schließlich in den Bhima.

## Sehenswürdigkeiten
Am Bori befindet sich auch die imposante Festung von Naldurg. Sie wurde von den Bauherren perfekt in das Flussbett integriert. Nach der Errichtung durch die Chalukya-Könige wurde die Festung immer weiter ausgebaut. Das massive Wehr am Bori ließ der Adil-Shahi-Sultan Ali Adil Shah II. errichten. 